# Akron (Colorado)
Akron ist eine Statutory Town im nordöstlichen Teil des US-Bundesstaates Colorado – rund 180 km nordöstlich von Denver in den Great Plains gelegen. Sie wurde am 22. September 1887 zur Stadt erhoben und ist heute auch County Seat des Washington Countys. Das U.S. Census Bureau hat bei der Volkszählung 2020 eine Einwohnerzahl von 1757 ermittelt.

## Geographie
Die bevölkerungsreichste Siedlung des Countys liegt an der Kreuzung von U.S. Highway 34
und Colorado State Highway 63. Die geographischen Koordinaten dieser Kreuzung sind 40° 10′ N, 103° 13′ W.
Nach den Angaben des United States Census Bureaus hat die Stadt eine Fläche von 3,8 [[km2]], die vollständig auf Land entfallen.

## Demographie
Zum Zeitpunkt des United States Census 2000 bewohnten Akron 1711 Personen. Die Bevölkerungsdichte betrug 1179,3 Personen pro km². Es gab 835 Wohneinheiten, durchschnittlich 455,6 pro km². Die Bevölkerung Akrons bestand zu 93,51 % aus Weißen, 0,12 % Schwarzen oder African American, 1,23 % Native American, 1,12 % Asian, 0,06 % Pacific Islander, 4,32 % gaben an, anderen Rassen anzugehören und 0,64 % nannten zwei oder mehr Rassen. 11,75 % der Bevölkerung erklärten, Hispanos oder Latinos jeglicher Rasse zu sein.
Die Bewohner Akrons verteilten sich auf 734 Haushalte, von denen in 29,3 % Kinder unter 18 Jahren lebten. 50,8 % der Haushalte stellten Verheiratete, 9,4 % hatten einen weiblichen Haushaltsvorstand ohne Ehemann und 37,7 % bildeten keine Familien. 33,8 % der Haushalte bestanden aus Einzelpersonen und in 16,8 % aller Haushalte lebte jemand im Alter von 65 Jahren oder mehr alleine. Die durchschnittliche Haushaltsgröße betrug 2,28 und die durchschnittliche Familiengröße 2,94 Personen.
Die Stadtbevölkerung verteilte sich auf 26,2 % Minderjährige, 6,3 % 18–24-Jährige, 23,4 % 25–44-Jährige, 21,0 % 45–64-Jährige und 23,1 % im Alter von 65 Jahren oder mehr. Das Durchschnittsalter betrug 40 Jahre. Auf jeweils 100 Frauen entfielen 97,3 Männer. Bei den über 18-Jährigen entfielen auf 100 Frauen 89,8 Männer.
Das mittlere Haushaltseinkommen in Akron betrug 29.420 US-Dollar und das mittlere Familieneinkommen erreichte die Höhe von 35.156 US-Dollar. Das Durchschnittseinkommen der Männer betrug 25.875 US-Dollar, gegenüber 21.000 US-Dollar bei den Frauen. Das Pro-Kopf-Einkommen in Akron war 15.772 US-Dollar. 11,0 % der Bevölkerung und 8,1 % der Familien hatten ein Einkommen unterhalb der Armutsgrenze, davon waren 13,9 % der Minderjährigen und 11,3 % der Altersgruppe 65 Jahre und mehr betroffen.

## Persönlichkeiten
- Roger P. Scheer (* 1934), Generalmajor der United States Air Force